# 1-苯基丙醇
1-苯基丙醇（英語：phenylpropanol）是一种有机化合物，化学式C9H12O，可见于番茄等物种。

## 合成
1-苯基丙醇可由苯甲醛和二乙基锌在催化下反应制得；它也可由α-乙炔基苯甲醇催化氢化得到。